# Stefan Beck (Sozialanthropologe)
Stefan Beck (* 13. August 1960; † 26. März 2015 in Sydney) war ein deutscher Sozialanthropologe und Volkskundler. Er war Professor für Europäische Ethnologie an der Humboldt-Universität zu Berlin. Sein wissenschaftliches Schaffen gilt als wegbereitend für die sozialanthropologische Wissenschafts- und Technikforschung im deutschsprachigen Raum. Durch langjährige Feldforschung lieferte er zudem wichtige Beiträge zur Medizinanthropologie Zyperns.

## Leben
Im Jahr 1984 schloss Stefan Beck eine Fachhochschulausbildung zum Diplom-Verwaltungswirt in Stuttgart ab. Danach absolvierte er ein Studium der Empirischen Kulturwissenschaft und Neueren Geschichte an der Universität Tübingen, das er 1992 mit einem Magister abschloss. Er promovierte 1996 in Sozialwissenschaften, ebenfalls an der Universität Tübingen. Von 1998 bis 2003 war Beck wissenschaftlicher Mitarbeiter an den Universitäten Tübingen und Darmstadt sowie an der Humboldt-Universität zu Berlin. Zwischen 1999 und 2000 war er Gastdozent an der University of California, Berkeley. Nachdem Beck im Jahr 2003 auf eine Juniorprofessur am Institut für Europäische Ethnologie der Humboldt-Universität zu Berlin berufen worden war, wurde er dort vier Jahre später ordentlicher Professor. In den Jahren 2009 und 2010 war er Gastprofessor an der Universität Manchester.
Am 26. März 2015 verstarb Stefan Beck unerwartet auf einer Urlaubsreise in Sydney. Er ist in Marbach am Neckar beigesetzt.
Stefan Beck war mit der Kulturanthropologin Gisela Welz verheiratet.

## Werk
Nachdem sich Stefan Beck im Studium anfänglich mit Arbeiterkultur, Arbeiterbewegungen und Kriegerdenkmälern beschäftigte, setzte er sich in seiner Magisterarbeit mit Zeiterfahrungen und Zeitumgang bei flexibilisierter Schichtarbeit auseinander, wozu er eine ethnographische Forschung bei IBM durchführte.
In seinem Promotionsstudium widmete er sich der Technisierung des Alltags, die er historisch und aus der Perspektive der Praxistheorie untersuchte. In seiner resultierenden Dissertationsschrift Umgang mit Technik übte Beck zudem Kritik an einer nostalgischen Perspektive der damaligen Volkskunde auf Materialität und Alltag vor dem Hintergrund der zunehmenden technologischen Entwicklungen. Der seiner Ansicht nach unzeitgemäßen fachlichen Herangehensweise bei Technik und Technologie stellte er einen Forschungsansatz entgegen, der sich durch ethnographische Alltagsforschung sowie Konzepte aus Wissenschafts- und Technikforschung (Science and Technology Studies) als auch praxistheoretischer Sozial- und Kulturtheorie auszeichnete.
In seiner Zeit als wissenschaftlicher Mitarbeiter und Professor am Institut für Europäische Ethnologie der Humboldt-Universität zu Berlin richtete sich sein Forschungsfokus zunehmend auf medizinische Praktiken. Er arbeitete unter anderem zu Transplantations- und Reproduktionsmedizin, Somatografie, Neurowissenschaften und Gerontologie sowie allgemein zur Biomedizin. Zusammen mit Jörg Niewöhner etablierte er 2004 an der Humboldt-Universität eine kollaborativ ausgerichtete Forschungsgruppe für sozialanthropologische Forschung in und mit den Lebenswissenschaften, in der zahlreiche Forschungen, später insbesondere mit der Psychiatrie und in psychiatrischen Einrichtungen, durchgeführt wurden. Dieses von Beck und seinen Kollegen als Forschungslabor bezeichnete Forschungskollaborativ besteht unter mittlerweile veränderter Bezeichnung und mit erweiterter Forschungsausrichtung bis heute. Stefan Beck arbeitete neben anderen besonders intensiv mit Michi Knecht, Jörg Niewöhner und Estrid Sørensen zusammen. Mit Jörg Niewöhner und Estrid Sørensen brachte er 2012 die erste deutschsprachige sozialanthropologische Einführung in die Wissenschafts- und Technikforschung (Science and Technology Studies) heraus.
Seit dem Ende der 1990er Jahre und bis zu seinem Tod im Jahr 2015 führte Stefan Beck intensive ethnographische Feldforschung zu Biomedizin und Humangenetik auf Zypern durch. Er forschte vor Ort unter anderem zu Genanalysen bei zystischer Fibrose, zu Biobanken, zu Programmen zur Krankheitsprävention sowie zu Organtransplantationen, und arbeitete dazu mit verschiedenen lokalen Wissenschaftlern, Patienten und anderen Akteuren zusammen. In Zusammenarbeit mit Fachkollegen aus seinem Forschungsumfeld sowohl in Zypern als auch in Deutschland stellte Beck die lokalen Gegebenheiten und gewonnenen Erkenntnisse immer wieder in einen Vergleich mit anderen Ländern in Europa. Er ist Autor und Koautor von mehr als zwanzig aus der Feldforschung auf Zypern resultierenden Aufsätzen.
International stand Stefan Beck unter anderen mit den Anthropologen Paul Rabinow, Margaret Lock, Dominic Boyer und Sharon Macdonald in Kontakt.

## Wirkung
Das wissenschaftliche Schaffen von Stefan Beck gilt als wegbereitend für die Etablierung und Entwicklung sozialanthropologischer Wissenschafts- und Technikforschung (Science and Technology Studies) im deutschsprachigen Raum. Er trug außerdem zur Entwicklung des Faches Volkskunde hin zu einer verstärkten Ausrichtung als Empirische Kulturwissenschaft bei.
Seine langjährige Feldforschung und wissenschaftliche Arbeit auf Zypern gelten als wegbereitend für die Etablierung der Medizinanthropologie auf der Insel.
Stefan Becks methodologische Herangehensweise und Art der Analyse wird von den Forschern, mit denen er viele Jahre zusammenarbeitete, als Phänomenographie bezeichnet. Von Mitgliedern des ursprünglich von Beck mitetablierten Forschungskollaborativs wurde 2019 ein Sammelwerk in Gedenken an Beck herausgebracht, in dem Aufsätze von ihm abgedruckt sind und zahlreiche Ethnologen sowie Sozial- und Kulturanthropologen aus dem deutschsprachigen und amerikanischen Raum seine Arbeit kommentieren.

## Schriften (Auswahl)

### Monographien
- Nachmoderne Zeiten: Über Zeiterfahrungen und Zeitumgang bei flexibilisierter Schichtarbeit (= Studien & Materialien des Ludwig-Uhland-Instituts der Universität Tübingen. Nr. 13). Tübinger Vereinigung für Volkskunde, Tübingen 1994, ISBN 3-925340-85-8.
- Umgang mit Technik: Kulturelle Praxen und kulturwissenschaftliche Forschungskonzepte (= Zeithorizonte. Nr. 4). Akademie Verlag, Berlin 1997, ISBN 3-05-002860-2, doi:10.18452/617.

### Aufsätze
- Die Bedeutung der Materialität der Alltagsdinge. In: Rolf Wilhelm Brednich, Heinz Schmitt (Hrsg.): Symbole: Zur Bedeutung der Zeichen in der Kultur. Waxmann, Münster 1997, ISBN 3-89325-550-8, S. 175–185.
- Rekombinante Praxen: Arbeit als Gegenstand der Europäischen Ethnologie. In: Zeitschrift für Volkskunde. Band 96, Nr. 2, 2000, S. 218–246, doi:10.18452/19537, urn:nbn:de:kobv:11-d-4736141.
- Relationale Materialitäten: Anmerkungen zum Potential der Akteur-Netzwerk-Theorie für die Technikforschung. In: Schweizerische Akademie der Geistes- und Sozialwissenschaften (Hrsg.): Technikforschung: Zwischen Reflexion und Dokumentation. Schweizerische Akademie der Geistes- und Sozialwissenschaften, Bern 2004, ISBN 3-907835-48-4, S. 176–181.
- Medicalizing Culture(s) or Culturalizing Medicine(s)? In: Regula Valerie Burri, Joe Dumit (Hrsg.): Medicine as Culture: Instrumental Practices, Technoscientific Knowledge, and New Modes of Life (= Routledge Studies in Science, Technology and Society. Nr. 6). Routledge, London 2007, ISBN 978-0-415-95798-4, S. 17–33 (englisch).
- Natur | Kultur: Überlegungen zu einer relationalen Anthropologie. In: Zeitschrift für Volkskunde. Band 104, Nr. 2, 2008, S. 161–199, doi:10.18452/19539, urn:nbn:de:kobv:11-d-4736209.
- mit Andreas Roepstorff und Jörg Niewöhner: Enculturing Brains Through Patterned Practices. In: Neural Networks. Band 23, Nr. 8–9, 2010, S. 1051–1059, doi:10.1016/j.neunet.2010.08.002 (englisch).
- Vom Nutzen der „science and technology studies“ für die Europäische Ethnologie. In: Reinhard Johler, Max Matter, Sabine Zinn-Thomas (Hrsg.): Mobilitäten: Europa in Bewegung als Herausforderung kulturanalytischer Forschung. Waxmann, Münster 2011, ISBN 978-3-8309-2495-1, S. 333–335.
- Anmerkungen zu materiell-diskursiven Umwelten der Wissensarbeit. In: Gertraud Koch, Bernd Jürgen Warneken (Hrsg.): Wissensarbeit und Arbeitswissen: Zur Ethnographie des kognitiven Kapitalismus. Campus, Frankfurt am Main / New York 2012, ISBN 978-3-593-39783-2, S. 27–39.
- The Problem of Expertise: From Experience to Skilful Practices to Expertise – Ecological and Pragmatist Perspectives. In: European Journal of Pragmatism and American Philosophy. Band 7, Nr. 1, 2015, S. 8–23, doi:10.4000/ejpap.346 (englisch).
- mit Martina Klausner, Milena D. Bister, Jörg Niewöhner: Choreografien klinischer und städtischer Alltage: Ergebnisse einer ko-laborativen Ethnografie mit der Sozialpsychiatrie. In: Zeitschrift für Volkskunde. Band 111, Nr. 2, 2015, S. 214–235, doi:10.18452/18544.
- mit Sebastian Peter, Alexandre Wullschleger, Lieselotte Mahler, Ingrid Munk, Manfred Zaumseil, Jörg Niewöhner, Martina Klausner, Milena Bister, Andreas Heinz: Chronizität im Alltag der psychiatrischen Versorgung: Eine Forschungskollaboration zwischen Sozialpsychiatrie und Europäischer Ethnologie. In: Zeitschrift für Psychiatrie, Psychologie und Psychotherapie. Band 64, Nr. 1, 2016, S. 7–18, doi:10.1024/1661-4747/a000255.
- Von Praxistheorie 1.0 zu 3.0. Oder: wie analoge und digitale Praxen relationiert werden sollten. In: Laboratory Anthropology of Environment | Human Relations (Hrsg.): After Practice: Thinking through Matter(s) and Meaning Relationally (= Berliner Blätter. Nr. 81). Band 2. Panama Verlag, Berlin 2019, ISBN 978-3-938714-65-2, S. 9–27.

### Herausgeberschaften
- Technogene Nähe: Ethnographische Studien zur Mediennutzung im Alltag (= Ethnographische und ethnologische Studien (Berliner Blätter). Nr. 3). LIT Verlag, Münster 2000, ISBN 3-8258-5000-5.
- mit Michi Knecht (Hrsg.): Körperpolitik – Biopolitik (= Berliner Blätter. Nr. 29). LIT Verlag, Münster 2003.
- mit Jörg Niewöhner und Christoph Kehl (Hrsg.): Wie geht Kultur unter die Haut? Emergente Praxen an der Schnittstelle von Medizin, Lebens- und Sozialwissenschaft (= VerKörperungen/MatteRealities. Nr. 1). Transcript Verlag, Bielefeld 2008, ISBN 978-3-89942-926-8, doi:10.14361/9783839409268.
- mit Michi Knecht und Maren Klotz (Hrsg.): Reproductive Technologies as Global Form: Ethnographies of Knowledge, Practices, and Transnational Encounters (= Eigene und Fremde Welten. Nr. 19). Campus, Frankfurt am Main 2012, ISBN 978-3-593-39100-7 (englisch).
- mit Jörg Niewöhner und Estrid Sørensen (Hrsg.): Science and Technology Studies: Eine sozialanthropologische Einführung (= VerKörperungen/MatteRealities. Nr. 17). Transcript Verlag, Bielefeld 2012, ISBN 978-3-8376-2106-8, doi:10.14361/transcript.9783839421062.